# Les Regueres
Les Regueres és un conceyu de la Comunitat Autònoma del Principat d'Astúries. Limita al nord amb els municipis d'Illas i Llanera, al sud amb Grado, a l'oest amb Candamu i a l'est amb Oviedo i Llanera. Pren el nom per l'abundància de corrents d'aigua i rierols que banyen tot el sòl del municipi. La seva extensió total abasta una superfície de 65,80 km² i la seva població avui dia és de 2.048 habitants, sent les localitats de L'Escampleru i Santuyanu (capital del concejo) les quals major nombre de persones agrupen. La carretera AS-234, que travessa el concejo d'est a oest, és la seva principal via de comunicació. Altres vies importants són l'AS-232 que arriba des d'Oviedo, i l'AS-233 que ve d'Avilés. Compta de la mateixa manera amb línia ferroviària que va d'Oviedo a San Pedro de Nora.

## Història

### Prehistòria i edat antiga
Ja des de temps prehistòrics el concejo de Les Regueres va estar habitat, com ho demostren les restes lítiques trobats en Valdunu i Sotu, cronològicament relacionats amb el Paleolític inferior i el Musterià. També s'han trobat restes paleolítics en les coves de La Paloma, La Oscura, Sofoxó, La Ancenia i Las Mestas. De l'època neolítica també s'han trobat vestigis històrics, tenint-se constància de l'aparició de diversos camps tumulars a Tresmonte i Piedrafita.
Dintre dels assentaments castrenys s'han trobat diversos poblats fortificats, com els de Los Vallaos, a Valdunu, el Castrillón de Areces i el pic Ruedes de Valsera, corresponent la construcció de tots ells a l'etapa de l'edat de ferro. L'època colonitzadora romana, deixa el testimoniatge de diverses construccions en el territori, agrupant-se entorn de viles i explotacions agrícoles. A aquest període correspon de la mateixa manera, una estela funerària del segle ii, trobada en l'església de Valdunu i que estava dedicada a Sestius Munigalicus, fill de Progeneu Quadrat. També va deixar en el municipi el pas d'una antiga calçada romana que anava d'Astorga a Lugo de Llanera, i que va tenir una gran importància en les comunicacions amb l'occident astur fins que en el segle xix es va construir la carretera a Grado per Trubia.

### Època medieval
En l'època de la monarquia Asturiana diverses són les referències documentals que hi ha dels monestirs de Santa María de Valsera, San Martín de L'Escampleru, San Juan de Tresmonte i San Pedro de Nora, envoltant-los caserius, viles i grans plantacions. Durant aquesta època el bisbat d'Oviedo aconsegueix el poder de la major part de la superfície municipal, gràcies a les donacions efectuades per diferents reis, així com gent particular, sent una de les més importants la realitzada per Ramir II de Lleó en la qual se cedien les esglésies de Nora, Valdunu, Valsera i Viau.
Per culpa de les disputes que tenien els poders eclesiàstics d'Oviedo i Lugo, el rei Alfons VII de Castella, sota recomanació Papal, va haver de convocar a ambdues prelatures, per a posar fi a tal discussió, concedint-li al bisbat asturià, entre d'altres, la jurisdicció total del territori que abastava el riu Nora i el riu Nalón, en la qual es trobava el municipi de Les Regueres. Anys més tard el monarca Ferran II cedeix tot el territori que posseïa la corona al concejo, passant a quedar sota jurisdicció total de la mitra Ovetenca. Diversos foren els encomendadores que van regir les destinacions de Les Regueres durant la dominació eclesiàstica, sent Rodrigo Álvarez de les Astúries i Pedro Menéndez Valdés dos dels més destacats. Durant aquest període el bisbe Diego atorga al municipi en 1421 la Carta de poblament, sent l'última de les concedides en tota la regió asturiana.
Aquesta situació de dependència acaba en l'any 1587, sota mandat de Felip II, i en la qual es produïx la famosa desamortització dels béns eclesiàstics per part de la corona amb la finalitat de pagar les suculentes despeses en els quals va incórrer la corona Espanyola per causa de les diverses batalles en les quals s'havia ficat. D'aquesta manera Les Regueres queda constituïda com a municipi independent establint-se la capital en la localitat de Viau.
Com ja vam comentar anteriorment l'antiga calçada romana va tenir gran transcendència durant un llarg període, tenint gran importància dintre del peregrinar a Santiago de Compostel·la, estant enquadrada dintre de la Ruta del Francès. Arran d'això dos són els "hospitals de pelegrins" que va haver en tota la zona, un a L'Escampleru, citat en un document de 1.409, i un altre a Premoño dit de Santa Ana.

### Edat contemporània
En temps més actuals el sòl de Les Regueres acull batalles aferrissades, tant en la guerra de la independència contra les tropes franceses, com en la contesa Civil Espanyola, deixant-nos un territori deprimit, i que amb el pas dels anys s'han anat resolent aquelles ferides, sent en l'actualitat el municipi de Les Regueres indret força tranquil.

## Geografia
El terreny dels Recs correspon principalment al devoniano, presentant quatre classes de roques distintes, l'arenisca, la pissarra, la margosa i la calcària. L'arenisca ens mostra diverses intercalacions de quarsita, donant-se en el territori l'arenisca grisa o marró i la vermella. La vermella es mostra carregat d'òxid de ferro en moltes ocasions, el que li dona cert caràcter de mineral de ferro, i la grisa és molt utilitzada per a l'ús de pedra de construcció. Les pissarres mai arriben a constituir-se en fulles grans com succeïx en l'occident de la regió, alternant aquí amb arenisques, grauwacka i fins i tot calcàries. Aquestes també es presenten molt variades, presentant-se en les zones més accidentades del concejo com aspres puntes.
En gairebé tota la formació devoniana, els rius, rierols i corrents d'aigua, corren paral·lels al sentit general del terreny, que pren una direcció nord-oest-sud-oest. El relleu no presenta uns accidents destacats, constituït per forests, pujols i pics de poca altitud. Les majors altures es donen pel terç occidental, amb la presència de dues alineacions paral·leles, la serra del Cogollo d'una banda, i les de Burafán, Pedroso i de la Perera per l'altra. En totes aquestes muntanyes les altures se situen al voltant dels 600 metres.

### Hidrografia

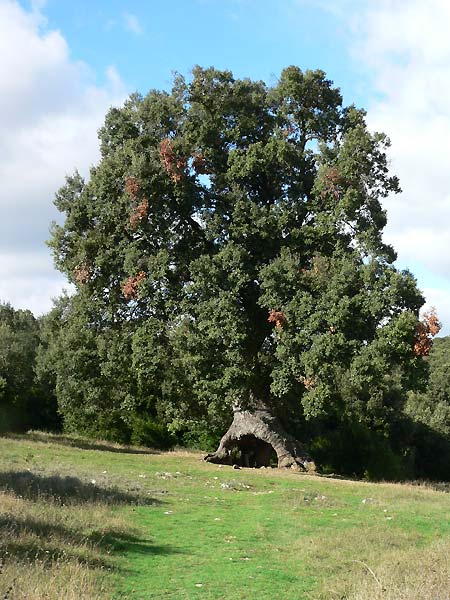
Roure

El seu xarxa hidrogràfica és variada i múltiple, sent el riu Nalón, accident geogràfic que fa de límit pel sud, el seu principal exponent i al que van a parar la majoria dels corrents d'aigües que hi ha disseminades per tot el sòl municipal. El riu Nora també discorre pel concejo, assenyalant en la major part del seu recorregut el límit entre Les Regueres i Oviedo. Altres rius del municipi són el Sotu i el Andayón, afluents del Nalón per la seva banda dreta.

### Clima
Totes aquestes característiques orogràfiques, així com la seva situació propera al mar, determinen aquí un clima caracteritzat per una temperatura moderada, una abundància de boira, sobretot en les proximitats del riu Nalón, i una humitat molt gran. També cal destacar la presència de fortes ratxes de vent, sent els provinents del nord-oest i del nord-est els quals mostren una major virulència.

### Vegetació
Quant a la seva vegetació, cal dir que últimament aquesta es troba bastant reduïda, per culpa sobretot de l'acció devastadora de les persones, talant i fins i tot cremant molta superfície boscosa de manera indiscriminada. Així i tot podem veure algunes taques de roures i de castanys en els fons de les valls, i boscos de ribera de verns i àlbers seguint el curs dels rius. Actualment i fruit de recents repoblacions, espècies com els pins i eucaliptus, ocupen bona part del territori de Les Regueres.

## Evolució demogràfica
La situació de la població durant tot el segle passat i el poc que duem d'aquest ens deixa unes situacions diferents i unes conclusions bastants clares i concises. Amb tot l'evolució del concejo quant a la seva població, ens mostra dues etapes bé diferenciades. Una primera, que va des de començaments del segle passada i que arriba a fins a la meitat del segle, en la qual es produïx un creixement constant que ens deixa una xifra màxima de 4.359 habitants. La segona etapa comença en aquesta data i segueix encara actualment, i en ella la tendència anterior canvia de rumb produint-se una reculada en la població, que fa que avui Les Regueres present una població de 2.155 habitants.
Aquesta regressió és deguda sobretot a la falta de perspectives en l'economia local, basada principalment en el sector agropecuari, i també a la proximitat dels centres industrials de la regió, encara que aquesta circumstància, encara que sembli estrany, ha ajudat a sostenir les pèrdues fent que aquestes no fossin molt més grans. Amb totes aquestes circumstàncies, les estructures demogràfiques del concejo comencen a presentar cert desequilibri, amb un envelliment de la població cada vegada més nombrós, i una falta de naixements bastant considerable. Actualment la localitat d'L'Escampleru és la més poblada de tots els nuclis de població, amb més de 200 habitants.

## Economia

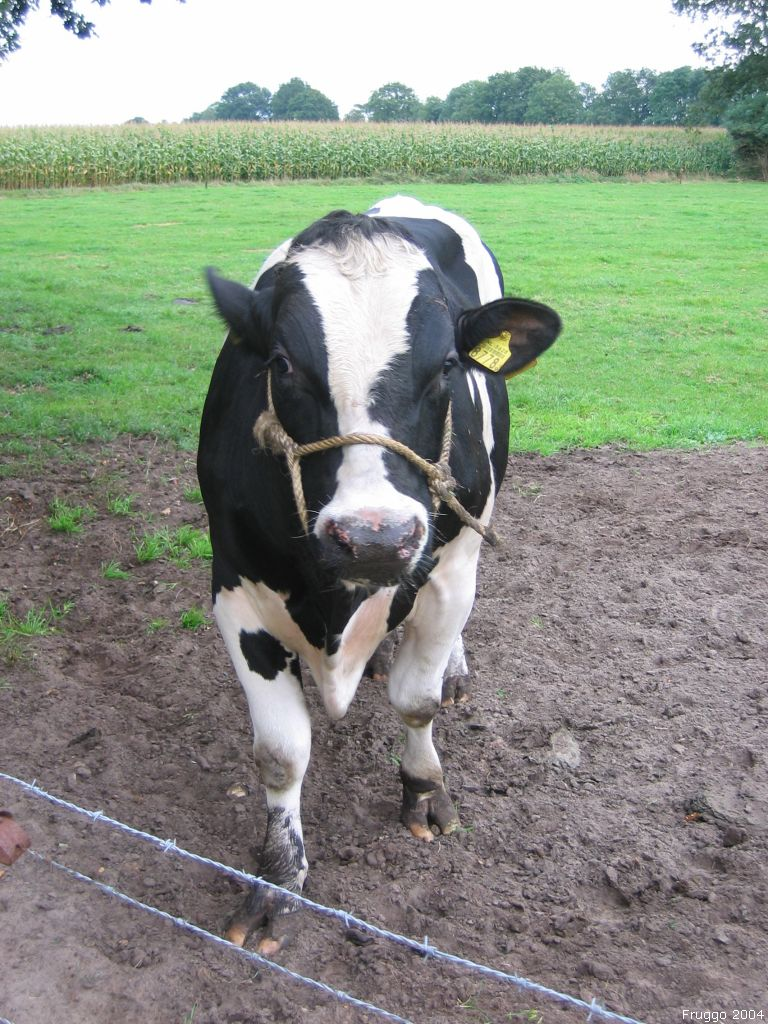
Toro de raça frisona

L'activitat econòmica del concejo, gira al voltant del sector agropecuari, emprant a gairebé el 71,96% de la població activa de Les Regueres, sent un dels pocs municipis de la comarca central asturiana que encara depenen majoritàriament d'ell. La ramaderia és l'activitat principal en Les Regueres, tenint les explotacions una majoria de bestiar boví, estant la seva producció clarament dirigida cap al sector lacti, com així ho demostra el predomini de la raça frisona sobre totes les altres.
El sector secundari i de la construcció, tot just si té representació aquí, ocupant al 3,21% de la població, xifra gairebé negligible. La branca de la construcció i la de la fusta, paper, arts gràfiques i edició són les úniques que tenen representació dintre del sector, tenint la particularitat que molta de la mà d'obra disponible en el concejo es trasllada a Oviedo, Avilés o Gijón, donada la proximitat del concejo amb aquests tres grans nuclis industrials i de població. Finalment el sector terciari dels serveis representa a un total del 24,83% de les ocupacions locals, sent l'únic dels tres que progressa positivament, amb un creixement constant durant aquests últims anys. El comerç representa la major concentració de persones ocupades dintre d'aquest sector, donant-se la majoria de les llicències en la capital, Santuyanu i a L'Escampleru.

## Política
Al concejo de Les Regueres, des de 1979 el partit que més temps ha governat és el Partit Socialista. L'actual alcalde és el socialista José Miguel Tamargo Suárez.
|      | PSOE | PP | Altres | Total |
| ---- | ---- | -- | ------ | ----- |
| 2003 | 7    | 4  | 0      | 11    |
| 2007 | 7    | 4  | 0      | 11    |